# Johann Gottfried Rademacher
Johann Gottfried Rademacher, född 4 augusti 1772 i Hamm, död 9 februari 1850, var en tysk läkare.
Rademacher blev medicine doktor 1794 och bosatte sig 1797 som praktiserande läkare i Goch, en liten stad i Rhenprovinsen vid nederländska gränsen, där han stannade till sin död. Han är känd för sin 1842 tryckta och sedan i flera upplagor utgivna skrift Rechtfertigung der von den Gelehrten misskannten, verstandesrechten Erfahrungsheillehre der alten scheidekünstigen Geheimärzte etc. Enligt den i denna skrift framlagda, i väsentlig grad på Paracelsus stödda läran ges det två slags läkemedel, universella och organläkemedel. De förra, som förmår läka de flesta sjukdomsformer, är järn, koppar och natronsalpeter. Organläkemedlen inverkar på kroppens särskilda organ och är lika många som organens sjukdomar. Den första användningen av ett visst läkemedel i en viss sjukdom skedde alltid mer eller mindre på måfå, liksom även diagnosen av sjukdomen ställdes utan tillräcklig grund. "Om nu, utan varje insikt om människokroppen och utan någon omsorgsfull undersökning, ett visst organ ansågs angripet av sjukdomen, och om den sjuke efter användning av ett godtyckligt valt läkemedel blivit bättre, drog Rademacher av detta slutsatsen att ifrågavarande medel vore ett organläkemedel för föreliggande, antaget insjuknade organ".
Trots att Rademachers hela system vilade på obevisade antaganden, vann det likväl anhängare och "lämnade ett nytt exempel på att det inte finns något så galet, att inte många räknar sig till heder att därur utfundera en djup sanning" (Carl Reinhold August Wunderlich).

## Fotnoter
1. 1 2  Brockhaus Enzyklopädie, Brockhaus Enzyklopädie-ID: rademacher-johann-gottfried.[källa från Wikidata]
2. ↑  Gemeinsame Normdatei, läst: 21 december 2014.[källa från Wikidata]
3. ↑  Gemeinsame Normdatei, läst: 30 december 2014.[källa från Wikidata]